# Front de désobéissance réaliste européen
Le Front de désobéissance réaliste européen (grec moderne : Μέτωπο Ευρωπαϊκής Ρεαλιστικής Ανυπακοής), ou MéRA25 (ΜέΡΑ25), est un parti politique grec fondé en 2018 par Yánis Varoufákis. Le parti participe aux élections législatives grecques de 2019, au cours desquelles il remporte neuf sièges.

## Historique
DiEM25 a été officiellement présenté lors d'une cérémonie tenue le 9 février 2016 au théâtre Volksbühne de Berlin, en vue des élections européennes de 2019.
À la suite d'un vote des adhérents de DiEM25, il a été décidé de la création d'une « aile électorale » du mouvement DiEM25 en Grèce : le Front de désobéissance réaliste européen, dont le lancement a lieu le 26 mars 2018 à Athènes. Celui-ci a pour objectifs et fondements idéologiques l'internationalisme européen, la rationalité économique et l'émancipation sociale (s'opposant à l'austérité économique, au nationalisme et à l'oligarchie).
Le parti remporte neuf sièges lors des élections législatives grecques de 2019.

## Résultats électoraux

### Élections législatives
| Année   | Voix    | %    | Sièges  | Rang | Gouvernement        |
| ------- | ------- | ---- | ------- | ---- | ------------------- |
| 2019    | 194 232 | 3,44 | 9 / 300 | 6e   | Opposition          |
| 05/2023 | 155 085 | 2,63 | 0 / 300 | 8e   | Extra-parlementaire |
| 06/2023 | 130 276 | 2,50 | 0 / 300 | 8e   | Extra-parlementaire |

### Élections européennes
| Année | Voix    | %    | Sièges | Rang | Groupe |
| ----- | ------- | ---- | ------ | ---- | ------ |
| 2019  | 169 293 | 2,99 | 0 / 21 | 7e   | -      |